# Friedrich Kapp

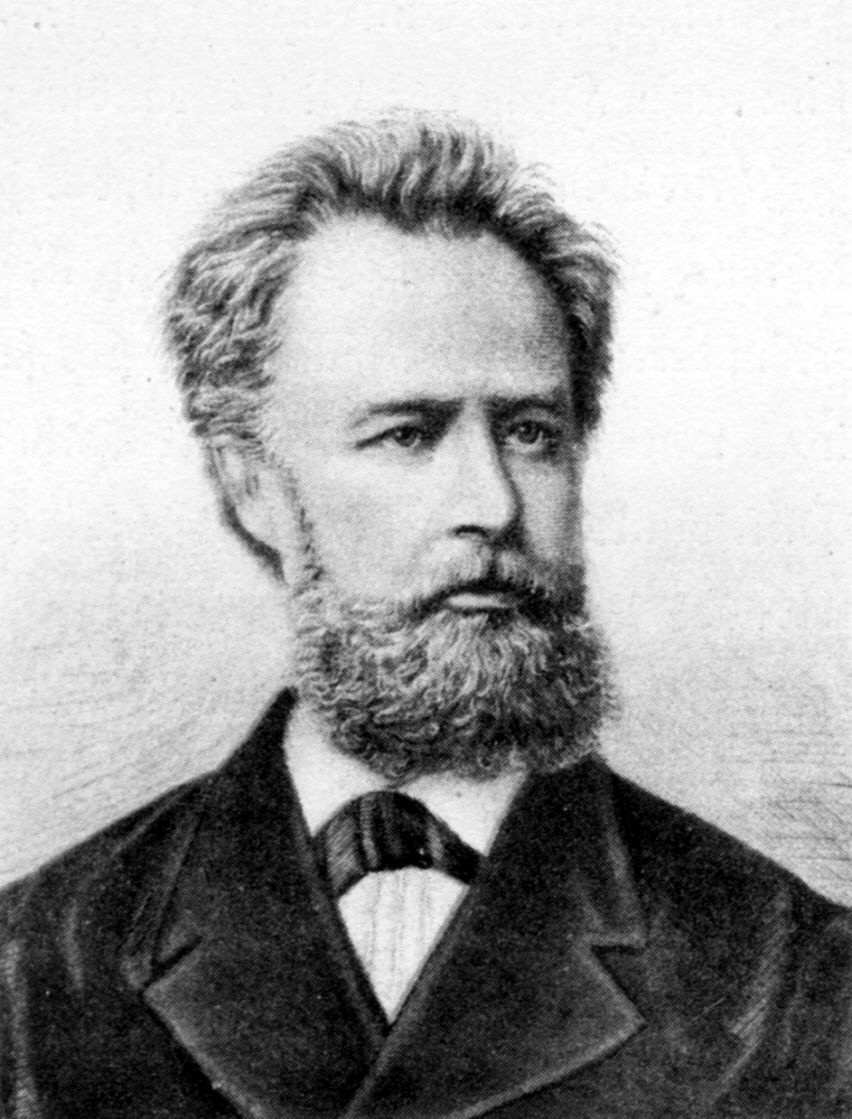
Friedrich Kapp.

Friedrich Kapp, född den 30 april 1824 i Hamm, död den 27 oktober 1884 i Berlin, var en tysk-amerikansk historieskrivare, son till Friedrich Kapp den äldre, brorson till Ernst och Christian Kapp, far till Wolfgang Kapp.
Kapp ägnade sig åt den juridiska banan, men måste 1849 fly ur Tyskland till följd av sitt deltagande i 1848 års oroligheter i Frankfurt am Main. Han begav sig till Paris och därefter till New York, där han 1850-1870 var praktiserande advokat. Han återkom därefter till Tyskland och bosatte sig i Berlin. Åren 1872-1884 var han ledamot av tyska riksdagen och slöt sig till det nationalliberala partiet. 
Bland hans skrifter kan nämnas Geschichte der Sklaverei in den Vereinigten Staaten von Amerika (1861), Der Soldatenhandel deutscher Fürsten nach Amerika (1864; 2:a upplagan 1874), Geschichte der deutschen Einwanderung in Amerika (band 1, 1868)), Friedrich der grosse und die Vereinigten Staaten von Amerika (1871) och Aus und über Amerika. Thatsachen und Erlebnisse (2 band, 1876).